# Ophioglossum crotalophoroides
Ophioglossum crotalophoroides là một loài dương xỉ trong họ Ophioglossaceae. Loài này được Walter mô tả khoa học đầu tiên năm 1788.